# Jabalia
Jabalia, Jabalya o Jabaliya (àrab: جباليا, Jabāliyā) és una ciutat palestina situada quatre quilòmetres al nord de Gaza. La ciutat està en la governació de Gaza Nord, a la Franja de Gaza. Segons l'Oficina Central Palestina d'Estadístiques, el municipi tenia 82.877 persones a mitjan any 2006. A prop s'hi troba el camp de refugiats homònim, que abasta 1,4 quilòmetres quadrats i que és un dels més densament poblats del món. La primera Intifada va començar-hi el desembre de 1987 i el campament ha estat una zona de conflicte al llarg del conflicte araboisraelià. La vila propera de Nazla forma part del municipi de Jabalia. També és un baluard del moviment islamista Hamàs.

## Història
Jabalia era coneguda pel seu sòl fèrtil i els arbres cítrics. El governant mameluc Alam ad-Din al-Gawli Sangar va governar la zona el 1300 i va donar els terrenys per la mesquita Omeri al voltant del llogaret. No romanen totes les estructures de l'antiga part de la mesquita, excepte el pòrtic i el minaret. La resta de la mesquita és de construcció moderna. El pòrtic consta de tres arcs de pedra sostingut per quatre columnes. Els arcs són ogivals i el pòrtic està coberta per voltes d'encreuament. Recentment, un cementiri que data del períod'romà i romà d'Orient i un pis de mosaic d'una església que data de l'època romana d'Orient van ser excavades. El sòl està decorat amb dibuixos d'animals silvestres, aus, plantes i arbres.
A la fi de 2006 va ser l'escenari d'una protesta massiva contra els atacs israelians, quan un gran nombre de persones que van formar un escut humà per protegir a una casa que era a punt de ser demolit per les forces israelianes.

## Ciutats germanes
Jabalia està agermanada amb:
- Groningen[4]